# Vigo Carlund
John Vigo Carlund, född 1946, är en svensk företagsledare, huvudsakligen verksam inom Kinnevik-sfären.
Carlunds första arbete inom ett Kinneviksbolag var 1968, då han blev speditionschef på Partner Motorsågar i Mölndal. 1976-1979 arbetade han i USA med att bygga upp en återförsäljarkedja för Partner Motorsågar. Han grundade därefter en maskinimportfirma i Sverige under namnet Motorami, och blev 1983 VD för Svenska Motor, där bland annat Motorami och Sverigeagenturen för Toyota ingick. Efter att 1989-1997 ha arbetat för Kinnevik-företag i USA blev han vice VD för Kinnevik 1997, var VD för Korsnäs från 1998 till 2000 och VD för Kinnevik från 1999 till 2006. 2000 blev han VD för Transcom.